# Renate Jüttner
Renate Jüttner (geb. Schmidt; * 23. Juni 1935 in Saalfeld; † 1. Dezember 2021 ebenda) war eine deutsche Malerin, Grafikerin und Pianistin.

## Leben und Werk
Der Vater Renate Jüttners war Klempner in Saalfeld. Sie studierte von 1952 bis 1956 im Hauptfach Klavier an der Weimarer Hochschule für Musik Franz Liszt. Danach arbeitete sie als Pianistin und Musikpädagogin. Daneben betätigte sie sich als Malerin und Grafikerin. 1963 heiratete sie den Keramiker Karl Jüttner. Nachdem sie infolge einer Erkrankung ihrer Hände das professionelle Klavierspielen aufgeben musste, wechselte sie, ermutigt durch ihren Ehemann, zur Grafik, Malerei und Lyrik. Sie arbeitete bis zu ihrem Ableben nach kurzer schwerer Krankheit in ihrem Atelier in Saalfeld als Malerin und Grafikerin.
Renate Jüttner war von 1978 bis 1990 Mitglied des Verbands Bildender Künstler der DDR und hatte eine bedeutende Anzahl von Personalausstellungen und Ausstellungsbeteiligungen. Werke befinden sich u. a. in den Stadtmuseen Hildburghausen, Jena und Saalfeld, im Romantikerhaus Jena, im Literaturmuseum Theodor Storm, Heiligenstadt, im Museum Würth, Künzelsau, und im National Centre of Fine Arts, Kairo.
Ihr Sohn Stefan Jüttner ist freischaffender Multimediakünstler.

## Ehrungen
- 2015 Silberne Bürgermedaille der Stadt Saalfeld[3]
- Ehrenmitglied des Kunstvereins Saalfeld e.V.[4]

## Rezeption
„Renate Jüttners Arbeiten bewegen sich zwischen großem Zweifel und vager Hoffnung. Ihr Werk ist ein tonloser Aufschrei. … Ich war selten von einem künstlerischen Werk so stumm, so sprachlos und gleichzeitig innerlich so erregt wie von ihrer Kunst. … Die Flächen, die ihr als Druckplatte wie auch für raffinierte Zusammendrucke dienten, entstammten altem Linoleum, einstmaligem Fußbodenbelag aus Abrisshäusern.“

## Werke (Auswahl)

### Tafelbilder (Auswahl)
- Abstraktes Stillleben (Öl auf Hartfaser; 55,9 × 40,4 cm)
- Gottes Bund mit Noah (Öl; 150 × 120 cm)
- Winterreise (1976, Öl, 49 × 69 cm; Städtische Museen Jena, Inv. III 1985)[6]
- Winterliche Topografie (2020, Öl auf Leinwand, 70 × 100 cm)

### Druckgrafik (Auswahl)
- Ausblick (Farblinolschnitt, 33,8 × 24,0 cm; Stadtmuseum Saalfeld)
- Die blaue Blume (Linoldruck, 65 × 51 cm)[7]

## Ausstellungen ab 2005 (mutmaßlich unvollständig)
- 2005: Saalfeld, Stadtmuseum
- 2007: Bad Ischl, Stadtmuseum
- 2009: Wurzbach, Kunsthaus Müller
- 2011: Bad Elster, Königliches Kurhaus („Mystische Ölgemälde“)
- 2014: Dornburg, Rokoko-Schloss Dornburg (mit Stefan Jüttner)
- 2015: Saalfeld, Stadtmuseum
- 2018: Thalbürgel, Klosterkirche
- 2020: Saalfeld, Saalegalerie